# Војњани
Војњани (слч. Vojňany) насељено је мјесто са административним статусом сеоске општине (слч. obec) у округу Кежмарок, у Прешовском крају, Словачка Република.

## Становништво
| Година:    | 1994. | 2004.    | 2014.    | 2024.   |
| ---------- | ----- | -------- | -------- | ------- |
| Број људи: | 221   | 265      | 292      | 318     |
| Разлика:   |       | +19,90 % | +10,18 % | +8,90 % |

| Година:    | 2023. | 2024.   |
| ---------- | ----- | ------- |
| Број људи: | 317   | 318     |
| Разлика:   |       | +0,31 % |

Према подацима о броју становника из 2024. године насеље је имало 318 становника.